# Клёси
Клёси (алб. Klosi) — небольшой город в округе Мати (Центральная Албания).
В 2004 году его население составляло 22 000 жителей. Клёси находится в 28,5 км от Тираны и в 14 км от города Буррели.